# Fábricas de Ferrándiz y Carbonell
Las fábricas de Ferrándiz y Carbonell se encuentran situadas en la plaza Ferrándiz y Carbonell sin número, en la ciudad de Alcoy (Alicante), España. Son dos edificios industriales contiguos de estilo modernista valenciano construidos entre los años 1909 y 1922, que fueron proyectados por el arquitecto Vicente Pascual Pastor.

## Fábrica de Ferrándiz
La fábrica de Ferrándiz es obra del arquitecto alcoyano Vicente Pascual Pastor y fue construida en el año 1922. Estaba dedicada a la fabricación de géneros de punto. Fue construida a instancias del industrial alcoyano José Ferrándiz Belda.
Posee una decoración austera y funcional, propia del uso industrial para el que fue edificada. Destaca la elaboración en piedra de toda la fachada y los numerosos y amplios ventanales, que aportan luminosidad al interior. En el remate del edificio se puede observar una sencilla ornamentación modernista de tipo geométrico.
El edificio fue rehabilitado totalmente en el año 1997 por la Universidad Politécnica de Valencia para la ampliación del Campus de Alcoy con intervención de los arquitectos José Vicente Jornet y Francisco Picó. Actualmente se imparten en él diversas titulaciones universitarias.

## Fábrica de Carbonell

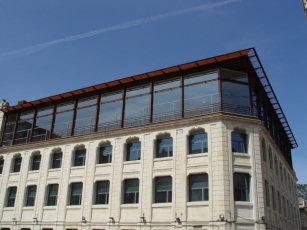
Edificio Carbonell (vista de la fachada acristalada de la biblioteca)

La fábrica de Carbonell es obra del arquitecto alcoyano Vicente Pascual Pastor y fue construida entre los años 1909 y 1917. Estaba dedicada a la fabricación de géneros de punto. Fue construida a instancias del industrial alcoyano Enrique Carbonell Antolí.
El edificio consta de planta baja y tres alturas, la última de ellas añadida en la rehabilitación del año 2006. Posee una decoración austera y funcional, propia del uso industrial para el que fue edificada. Destaca la elaboración en piedra de toda la fachada y los numerosos y amplios ventanales, que aportan luminosidad al interior. En el remate del edificio se puede observar una sencilla ornamentación modernista de tipo geométrico.  
El edificio fue rehabilitado totalmente en el año 2006 por la Universidad Politécnica de Valencia para la ampliación del Campus de Alcoy con intervención de los arquitectos José Vicente Jornet y Francisco Picó. Sobre el tejado original se levantó dos plantas adicionales con fachada acristalada para albergar la nueva biblioteca del campus. Actualmente se imparten en él diversas titulaciones universitarias.